# Giovanni Giacomo Gastoldi
Giovanni Giacomo Gastoldi (Caravaggio, ~1554 – 1609. január 4.) késő reneszánsz, korai barokk olasz zeneszerző, a híres ötszólamú ballettók szerzője.

## Élete, munkássága
Gastoldi a lombardiai Caravaggióban született, abban a városban, ahol jó másfél évtizeddel később meglátta a világot Michelangelo Merisi vagy Amerighi festő, aki Caravaggio néven vált ismertté. 1582-ben már ismert volt a mantovai Santa Barbara-templom karmestereként, ahol 1605-ig állt a  Gonzagák szolgálatában. Ezután milánói dóm kórusmestere volt haláláig.
Elsősorban ballettóival vált ismertté, melyeket a karneváli táncdalokból fejlesztett ki, AABB szerkezetben, homofón technikával, három és öt szólamban, és címekkel is ellátta őket. A leghíresebbet ezek közül, az ötszólamú sorozatot, 1591-ben adták ki Velencében, Balleti a Cinque Voci címmel. Ezek a ballettók amolyan kis zenés commedia dell’arték voltak, ilyen címekkel: Contento (A szerencsés), Premiato (A győztes), L'Inamorato (A kérő), Piacere (Öröm), La Bellezza (Szépség), Gloria d'Amore (A szerelem dicsérete), L'Acceso (A heves), Caccia d'Amore (Szerelmi üldözés), Il Martellato (A megvetés), Il Bell’humore (A jóbarát), Amor Vittorioso (Győzedelmes szerelem), Speme Amorosa (Szerelmi remény). Ezt a kiadványt 1613-ig tízszer újranyomtatták, Antwerpenben 1624-ig hatszor jelentették meg, de kiadták Nürnbergben, Párizsban és Amszterdamban is. Ballettói hatása kimutatható Monteverdi, Hassler, Sartorius, Morley és mások madrigáljaiban. Alig ismert egyházi műveivel Monteverdi korai vallásos alkotásaira hatott.

## Főbb világi művei
- Négy kötet ötszólamú madrigál (1588–1602)
- Négy kötet háromszólamú canzonetta (1592–1596)
- Egy kötet hatszólamú madrigál (1592)
- Egy kötet háromszólamú balletto (1594)
- Nyolcszólamú Concenti Musicali (1604)
- Egy kötet ötszólamú balletto (1591)

## Fordítás
- Ez a szócikk részben vagy egészben  a   Giovanni Giacomo Gastoldi című angol Wikipédia-szócikk ezen változatának fordításán alapul.  Az eredeti cikk szerkesztőit annak laptörténete sorolja fel. Ez a jelzés csupán a megfogalmazás eredetét és a szerzői jogokat jelzi, nem szolgál a cikkben szereplő információk forrásmegjelöléseként.